# اوه هایونگ
اوه ها-یونگ (به انگلیسی: Oh Hayoung، کره‌ای: 오하영) از اعضای گروه کره ای ای پینک که در ۱۹ ژوئیه ۱۹۹۶ در شهر سئول متولد شد.

## زندگی
هایونگ متولد ۱۹ ژوئیه ۱۹۹۶ در سئول و جوانترین عضو گروه ای پینک است. او زمانی که محصل بود و در سال هفتم درس می‌خواند در آزمون کمپانی کیوب شرکت کرد و با موفقیت در این آزمون به عنوان جوانترین عضو ای پینک انتخاب شد. او در دبیرستان هنرهای نمایشی سئول تحصیلاتش را گذراند.
در سال ۲۰۱۳ هایونگ در موزیک ویدئو "۱۴۴۰" از Huh Gak حضور داشت و در ۳۰ ژوئیه ۲۰۱۴ با Jiggy Dog برای آهنگ "The Best Thing I Did" از سومین مینی آلبومش همکاری کرد. هایونگ همچنین متن آهنگ "What a Boy Wants" از آلبوم "Pink Memory" (دومین آلبوم موزیکال ای پینک) را نوشته‌است. در اوت ۲۰۱۵ او با مینا (Mina) از گروه AOA و ان (N) از گروه VIXX در برنامه Weekly idol شرکت کرد.